# جاكوب نغويرا
جاكوب نغويرا (بالإنجليزية: Jacob Ngwira)‏ (مواليد 17 سبتمبر 1985 في ملاوي) لاعب كرة قدم ملاوي دولي يجيد اللعب في خط الوسط . يلعب حاليا لصالح نادي كارارا كيكز الجنوب الأفريقي منذ 2009 .

## روابط خارجية
- جاكوب نغويرا على موقع الاتحاد الدولي (مؤرشف)  (الإنجليزية)
- جاكوب نغويرا على موقع قاعدة بيانات كرة القدم.إي يو (الإنجليزية)
- جاكوب نغويرا على موقع ناشيونال فوتبول تيمز (الإنجليزية)